# ヨッシーシリーズ
ヨッシーシリーズ（Yoshi series）は、任天堂から発売されている同社のキャラクター『ヨッシー』がメインとなるコンピュータゲームシリーズ。

## 概要
マリオが登場するゲームシリーズ『マリオシリーズ』の中で、同シリーズのキャラクター「ヨッシー」がメインとなる作品群を『ヨッシーシリーズ』と呼ぶ。
ヨッシーは1990年発売の『スーパーマリオワールド』の中でサブキャラクターとして初登場。その後、「ヨッシー」の名を冠したゲームとして、パズルゲーム『ヨッシーのたまご』『ヨッシーのクッキー』やシューティングゲーム『ヨッシーのロードハンティング』が発売された。
1995年には、アクションゲーム『スーパーマリオ ヨッシーアイランド』が発売。赤ちゃん時代のマリオ（ベビィマリオ）を背中に乗せ、それまでのマリオシリーズには無かった「タマゴ投げ」や「ふんばりジャンプ」（滞空時間の長いジャンプ）などのアクションを用いてヨッシーが冒険する。また、雰囲気もマリオシリーズとは一線を画し、全体が絵本のようなタッチで描かれた。これ以降、ヨッシーが主役となる際にはこうしたシステムや世界観が踏襲され、現在まで様々な作品がリリースされている。

## 作品一覧
| 1991 | ヨッシーのたまご                  |
| 1992 | ヨッシーのクッキー                |
| 1993 | ヨッシーのロードハンティング      |
| 1994 |                                   |
| 1995 | スーパーマリオ ヨッシーアイランド |
| 1996 | ヨッシーのパネポン                |
| 1997 | ヨッシーストーリー                |
| 1998 |                                   |
| 1999 |                                   |
| 2000 |                                   |
| 2001 |                                   |
| 2002 | スーパーマリオアドバンス3         |
| 2003 |                                   |
| 2004 | ヨッシーの万有引力                |
| 2005 | キャッチ!タッチ!ヨッシー!         |
| 2006 |                                   |
| 2007 | ヨッシーアイランドDS              |
| 2008 |                                   |
| 2009 |                                   |
| 2010 |                                   |
| 2011 |                                   |
| 2012 |                                   |
| 2013 |                                   |
| 2014 | ヨッシー New アイランド           |
| 2015 | ヨッシー ウールワールド           |
| 2016 |                                   |
| 2017 | ポチと! ヨッシー ウールワールド   |
| 2018 |                                   |
| 2019 | ヨッシークラフトワールド          |

アクションゲーム
| タイトル                          | 発売日         | ハード                 | 売上本数 | 売上本数 |
| --------------------------------- | -------------- | ---------------------- | -------- | -------- |
| スーパーマリオ ヨッシーアイランド | 1995年8月5日   | スーパーファミコン     | 177万本  | 412万本  |
| ヨッシーストーリー                | 1997年12月21日 | NINTENDO 64            | 85万本   | 285万本  |
| スーパーマリオアドバンス3         | 2002年9月20日  | ゲームボーイアドバンス | 46万本   | 283万本  |
| ヨッシーの万有引力                | 2004年12月9日  | ゲームボーイアドバンス | 26万本   |          |
| キャッチ!タッチ!ヨッシー!         | 2005年1月27日  | ニンテンドーDS         | 20万本   |          |
| ヨッシーアイランドDS              | 2007年3月8日   | ニンテンドーDS         | 111万本  | 336万本  |
| ヨッシー New アイランド           | 2014年7月24日  | ニンテンドー3DS        | 24万本   | 206万本  |
| ヨッシー ウールワールド           | 2015年7月16日  | Wii U                  | 13万本   | 157万本  |
| ポチと! ヨッシー ウールワールド   | 2017年1月19日  | ニンテンドー3DS        | 12万本   |          |
| ヨッシークラフトワールド          | 2019年3月29日  | Nintendo Switch        | 14万本   | 335万本  |

### パズルゲーム
| タイトル           | 発売日         | 対応機種                            | 売上本数                    |
| ------------------ | -------------- | ----------------------------------- | --------------------------- |
| ヨッシーのたまご   | 1991年12月14日 | ファミリーコンピュータ ゲームボーイ | 175万本（FC） 312万本（GB） |
| ヨッシーのクッキー | 1992年11月21日 | ファミリーコンピュータ ゲームボーイ | 112万本（FC） 153万本（GB） |
| ヨッシーのクッキー | 1993年7月9日   | スーパーファミコン                  |                             |
| ヨッシーのパネポン | 1996年10月26日 | ゲームボーイ                        |                             |
| ヨッシーのパネポン | 1996年11月3日  | サテラビュー                        |                             |

### その他のゲーム
| タイトル                     | 発売日        | 対応機種           |
| ---------------------------- | ------------- | ------------------ |
| ヨッシーのロードハンティング | 1993年7月14日 | スーパーファミコン |

## サウンドトラック
| タイトル                                                       | アーティスト | 発売日         | 規格品番  | レーベル         |
| -------------------------------------------------------------- | ------------ | -------------- | --------- | ---------------- |
| スーパーマリオ ヨッシーアイランド オリジナルサウンドバージョン | 近藤浩治     | 1995年11月25日 | PSCN-5040 | ポリスター       |
| ヨッシーストーリー オリジナルサウンドトラック                  |              | 1998年2月4日   |           | ポニーキャニオン |

## 関連作品

### 漫画
- うえだ未知
  - よよいのヨッシーくん - 『スーパーマリオワールド』を基にした、ヨッシーが主役の作品。『小学一年生』（小学館）で1991年度から1993年度まで連載。単行本未発売。
  - おとぼけヨッシーくん - 『スーパーマリオ ヨッシーアイランド』を基にした作品。『小学一年生』で1995年度と1996年度に連載。単行本未発売。
  - ヨッシーゲームアイランド（小学館、1997年2月20日） - 『おとぼけヨッシーくん』の内容を基にしたクイズ本。
- 本山一城
  - スーパーマリオワールド! ヨッシーのたまご（講談社、1992年8月）
  - スーパーマリオ ヨッシーのロードハンティング（講談社、1994年3月5日・1994年6月6日）
  - スーパーマリオ ヨッシーアイランド（講談社、1996年2月3日・1996年6月4日・1996年10月3日）
  - スーパーマリオ64 ヨッシーストーリー編（講談社、1998年6月3日・1998年8月4日）
- 沢田ユキオ
  - スーパーマリオくん劇場 ヨッシー New アイランド（小学館、2016年6月24日）
- アンソロジーコミック
  - スーパーマリオ ヨッシーアイランド 4コマギャグバトル（光文社、1995年11月10日・1996年4月10日）
  - スーパーマリオ ヨッシーアイランド 4コマまんが王国（双葉社、1995年11月28日・1996年4月28日）
  - スーパーマリオ ヨッシーアイランド（アスキー、1995年12月22日）
  - スーパーマリオ ヨッシーアイランド 4コママンガ劇場（エニックス、1996年2月19日） - 『スーパーマリオ 4コママンガ劇場』シリーズの第9巻として発売。
  - ヨッシーストーリー 4コマギャグバトル（光文社、1998年3月10日、にこにこ編：1998年8月10日）
  - ヨッシーストーリー 4コママンガ劇場（エニックス、1998年3月20日）
  - ヨッシーストーリー 4コマまんが王国（双葉社、1998年5月24日）

### ゲームブック
- スーパーマリオ ヨッシーアイランド ゲームブック（アスキー、1996年6月22日）

### 絵本
- スーパーマリオ ヨッシーアイランド めいけん?ポチとうじょう（画：あおやまみなみ、永岡書店、1996年）
- ヨッシーストーリー ヨッシーの絵本（構成：あべさより、小学館、1998年1月10日）

### 楽譜
- 楽しいバイエル併用 スーパーマリオ ヨッシーアイランド（ドレミ楽譜出版社、1996年）